# 小行星17066
小行星17066（17066 Ginagallant）是一颗绕太阳运转的小行星，为主小行星带小行星。该小行星于1999年4月15日发现。

## 轨道参数
小行星17066的轨道半长轴为2.5925525 UA，离心率为0.072。